# Анталија
Анталија (тур. Antalya, грч. Αττάλεια) је град у Турској у вилајету Анталија. Налази се на медитеранској обали. То је главни град плодне приморске равнице на југозападу Мале Азије. Данас је ово подручје због богате и организоване туристичке понуде познато као „Турска ривијера“. Према процени из 2024. у граду је живело 1.335.002 становника.
Град је 158. године п. н. е. основао краљ Атал II од Пергамона. По њему је град добио име Аталеја. Сматра се да је ову важну луку посетио апостол Павле 48. године нове ере. Градом су владали Римљани, Византинци и Селџуци (од почетка 13. века).

## Географија

### Клима
| Клима (Анталија)           | Клима (Анталија) | Клима (Анталија) | Клима (Анталија) | Клима (Анталија) | Клима (Анталија) | Клима (Анталија) | Клима (Анталија) | Клима (Анталија) | Клима (Анталија) | Клима (Анталија) | Клима (Анталија) | Клима (Анталија) | Клима (Анталија) |
| Показатељ \ Месец          | .Јан.            | .Феб.            | .Мар.            | .Апр.            | .Мај.            | .Јун.            | .Јул.            | .Авг.            | .Сеп.            | .Окт.            | .Нов.            | .Дец.            | .Год.            |
| -------------------------- | ---------------- | ---------------- | ---------------- | ---------------- | ---------------- | ---------------- | ---------------- | ---------------- | ---------------- | ---------------- | ---------------- | ---------------- | ---------------- |
| Средњи максимум, °C (°F)   | 14,9 (58,8)      | 15,2 (59,4)      | 17,9 (64,2)      | 21,2 (70,2)      | 25,3 (77,5)      | 30,4 (86,7)      | 33,8 (92,8)      | 33,6 (92,5)      | 30,9 (87,6)      | 26,2 (79,2)      | 20,9 (69,6)      | 16,5 (61,7)      | 23,9 (75)        |
| Просек, °C (°F)            | 9,9 (49,8)       | 10,3 (50,5)      | 12,7 (54,9)      | 16,1 (61)        | 20,3 (68,5)      | 25,0 (77)        | 28,1 (82,6)      | 27,7 (81,9)      | 24,5 (76,1)      | 19,7 (67,5)      | 14,8 (58,6)      | 11,4 (52,5)      | 18,4 (65,1)      |
| Средњи минимум, °C (°F)    | 6,0 (42,8)       | 6,2 (43,2)       | 8,0 (46,4)       | 11,1 (52)        | 14,7 (58,5)      | 19,2 (66,6)      | 22,2 (72)        | 22,0 (71,6)      | 19,0 (66,2)      | 14,8 (58,6)      | 10,6 (51,1)      | 7,5 (45,5)       | 13,4 (56,1)      |
| Количина падавина, mm (in) | 237,9 (93,66)    | 191,0 (75,2)     | 101,5 (39,96)    | 47,9 (18,86)     | 27,5 (10,83)     | 8,6 (3,39)       | 5,4 (2,13)       | 2,3 (0,91)       | 12,6 (4,96)      | 70,4 (27,72)     | 149,7 (58,94)    | 222,7 (87,68)    | 1.077,5 (424,21) |
| [ тражи се извор ]         |                  |                  |                  |                  |                  |                  |                  |                  |                  |                  |                  |                  |                  |

## Становништво
Према процени, у граду је 2010. живело 1.001.318 становника.
| 1990.   | 2000.   | 2007.   | 2010.     |
| ------- | ------- | ------- | --------- |
| 378.208 | 603.190 | 775.157 | 1.001.318 |

## Галерија
- Анталија - Поглед из авиона
- Анталија - Аеродром